# Schizoide Persönlichkeitsstörung
Die schizoide Persönlichkeitsstörung (SPS) zeichnet sich durch einen Rückzug von gefühlsbetonten und zwischenmenschlichen Kontakten aus. Dies äußert sich in übermäßiger Inanspruchnahme durch Fantasien und Selbstbeobachtung, Einzelgängertum und einer in sich gekehrten Zurückhaltung. Die Betroffenen verfügen nur über ein begrenztes Vermögen, Gefühle auszudrücken und Freude zu zeigen.
Psychodynamische Ansätze sehen den Wunsch nach Nähe und Intimität bei gleichzeitiger Angst vor Überwältigung und Fremdbestimmung als Kernkonflikt schizoider Persönlichkeiten. Dazu gehört auch die Ausbildung einer inneren Fantasiewelt statt der dadurch vermiedenen realen Beziehungen.

## Wortherkunft und ursprüngliches Konzept
Der Ausdruck schizoid wurde 1908 von Eugen Bleuler geprägt und bedeutet wörtlich „spaltungsähnlich“ (altgriechisch σχίζειν schízein „spalten“ und -oid „ähnlich“). Bleuler lehnte sich hierbei an die Schizophrenie an, da er vermutete, es handle sich um eine nahestehende Erkrankung. Damals bezog sich der Begriff schizoid allerdings auf einen weitaus größeren Formenkreis von Persönlichkeitsmerkmalen – verglichen mit seiner deutlich engeren Bedeutung heute (siehe Kritik). Ernst Kretschmer entwickelte daraus dann ein eigenes Konzept: Zentral darin ist das Auseinanderfallen von innerem Erleben und äußerem Verhalten, was dazu führt, dass sich der Schizoide in einem Spannungsverhältnis befindet.

## Beschreibung

### Außensicht
Eine tiefgehende Kontaktstörung prägt die Betroffenen. Emotionaler Bezug und Zuwendung zur Umwelt sind vermindert, die spontane Erlebnisfähigkeit und das unmittelbare Ansprechen der Gefühle gehemmt. Ihre Beziehung zu Menschen und Dingen erscheint ungewöhnlich locker und unverbindlich. Auffallend sind eine fehlende „emotionale Authentizität“, die Abflachung der Gemütserregungen (Affekte) sowie geringe emotionale Reaktionen auf die Gefühle von Mitmenschen. Tiefsitzendes Misstrauen mit einer Tendenz, sich kaum zu öffnen oder intim zu offenbaren, hält die Betroffenen anderen Menschen gegenüber auf Distanz.
Während einerseits der Wunsch nach inniger Gemeinsamkeit mit anderen bestehen kann, sind andererseits Mitteilung und emotionaler Ausdruck blockiert. Als Folge davon entsteht innerhalb der schizoiden Person ein starkes Gefühl von innerer Zerrissenheit. Einige dieser betroffenen Menschen treten starr und hölzern auf, andere wiederum überaus freundlich und vertrauenswürdig. Unter Druck gesetzt (z. B. durch zu enges Zusammenleben), reagieren sie oft abrupt und befremdlich. Sie ziehen sich dann für Außenstehende unerwartet zurück, schotten sich ab und meiden für einige Zeit Kontakte. Sowohl perfekte Selbstkontrolle als auch plötzliches Ausbrechen sind meist Seiten dieser Persönlichkeiten.
In von außen angestoßenen Veränderungen und neuen Dingen wird meist eine Gefahr gesehen, vor der es sich zu schützen gilt – vorzugsweise durch Rückzug oder Kontrolle. Menschen mit einer schizoiden Störung bilden kompensatorisch daher oft ein hohes Maß intuitiver Fähigkeiten aus, mit denen sie sich schützen und zugleich Überlegenheit und Kontrolle gewinnen wollen. Diese antrainierten Fähigkeiten helfen dem schizoiden Menschen bei der Alltagsbewältigung, belasten engere soziale Kontakte jedoch schnell.
Nach außen hin zeigen viele Betroffene meist eine „glatte“ Oberfläche ohne sichtbares emotionales Mitschwingen. Gesten oder Gesichtsausdrücke (z. B. ein Lächeln oder Nicken) werden selten erwidert und eigene Gefühle nicht nach außen getragen. Selbst bei direkter Provokation fällt es ihnen ungemein schwer, innerer Aggression oder Feindseligkeit Ausdruck zu verleihen. Schizoide Persönlichkeiten können daher in solchen Situationen passiv und gefühlsarm wirken – auch wenn das häufig gar nicht ihrem wirklichen Gefühlszustand entspricht. Deshalb haben sie oft Probleme, angemessen auf wichtige oder unangenehme Lebensereignisse zu reagieren.
Außenstehenden erscheint es, als würden schizoide Menschen richtungslos vor sich hin leben und sich bezüglich ihrer Ziele „treiben lassen“. Die betreffenden Personen können auch selbstversunken und losgelöst von ihrer Umgebung wirken – in exzessives Tagträumen vertieft oder wie „im Nebel“. Im zwischenmenschlichen Umgang beachten einige Schizoide zudem feine, unterschwellige Details zu wenig. So übersehen sie auch soziale Hinweisreize und verstoßen dann ungewollt gegen übliche gesellschaftliche Regeln. Dadurch können andere ihr Verhalten als unpassend, sozial unbeholfen oder oberflächlich empfinden.

### Innensicht
Schizoide Menschen erleben sich meist als unbeteiligte Beobachter der Welt um sie herum – aber nicht als Teilnehmer. Obwohl viele für gewöhnlich gern ein abgesondertes Leben führen, können sie doch dessen überdrüssig werden, „draußen zu stehen und hinein zu sehen“. Der Gedanke, ein unzulänglicher Sonderling zu sein, kann bei Schizoiden dann ausgelöst werden, wenn deutlich wird, wie sehr sie sich von anderen unterscheiden. Vielen wird das besonders bewusst, wenn sie andere direkt beobachten, Filme sehen oder Bücher lesen, die von Beziehungen handeln.
Einige beschreiben in ihrer Behandlung das Gefühl, „innerhalb einer Schale“ oder „unter einer Glasglocke“ zu leben und den Anschluss verpasst zu haben. Sie klagen darüber, dass „das Leben an ihnen vorüberzieht“ und sie den anderen von einer Distanz aus zuschauen müssen. In solchen Situationen können Menschen mit SPS schmerzliche Gefühle darüber einräumen, dass sie Eigenbrötler sind, die nicht in die Gesellschaft passen. Auch wenn sie nicht wirklich den Wunsch nach der Nähe anderer verspüren, glauben sie dann möglicherweise, dass sie nach einem konventionelleren Leben streben sollten.

### Schule und Beruf
Soweit die Voraussetzungen bestehen, entwickeln schizoide Persönlichkeiten nicht selten ein hohes Maß an intellektueller Differenziertheit. Viele Schizoide sind „Kopfmenschen“ und neigen zu einer ausgeprägten Betonung des Verstandes mit einem Rückzug ins Denken („Flucht in den Intellekt“). Obwohl sie dadurch eher für geistige Reize statt für sinnliche Genüsse empfänglich sind, besitzen manche dennoch einen ausgeprägten Sinn für Ästhetik und Schönes.
Als Stärke wird neben dem zum Abstrakten neigenden Denken, das oft neue Sichtweisen ermöglicht, auch Selbstironie als häufige Ressource erwähnt. Schizoide Merkmale im klinisch unauffälligen Bereich stehen ebenfalls in Verbindung mit Kreativität. So zeigten in einer ersten Studie Personen mit schizoider Tendenz eine bessere Fähigkeit zu divergentem Denken.
Beruflich neigen schizoide Menschen verstärkt zu theoretischen Arbeitsfeldern sowie Tätigkeiten, die allein oder in konstanten Kleingruppen durchgeführt werden. Dazu zählen auch Dienstleistungsberufe, in denen die Interaktionsmöglichkeiten zwischen Kunden und Anbieter begrenzt und durch soziale Normen zu einem erhöhten Grade formalisiert sind. Wo die berufliche Tätigkeit alleine und sozial isoliert möglich ist, können gelegentlich äußerst gute Leistungen erreicht werden.
In der Schule liefern sie mitunter schlechte Leistungen, die ihren intellektuellen Fähigkeiten nicht entsprechen. Allerdings gibt es auch Betroffene mit hohen kompensatorischen Fähigkeiten, die – laut einigen Autoren – sogar Berufe wählen, bei denen wenig formalisierte soziale Beziehungen eine große Rolle spielen. Dabei wird aber auch hier von Seiten der Autoren eine gewisse „emotionale Unechtheit“ wahrgenommen.

## Diagnose

### Krankheitswert
Die beschriebenen Verhaltensweisen gelten nur dann als Persönlichkeitsstörung (PS), wenn sie chronisch, unflexibel und extrem ausgeprägt sind. Bei milderen Formen spricht man dagegen von einer „schizoiden Persönlichkeit“. Einzelgänger können zwar schizoide Verhaltenszüge zeigen, doch krankhaft werden diese Züge erst, wenn sie starr und unangemessen sind und zu Leiden oder Beeinträchtigungen führen.
Als negative Folgen einer schizoiden PS wurden bisher beobachtet:
- deutlich geringere Lebensqualität,[14]
- ein ungünstiger Einfluss auf das psychische Funktionsniveau über 15 Jahre hinweg (niedrigere GAF-Werte[15])
- und eine der geringsten Stufen an „Lebenserfolg“ von allen Persönlichkeitsstörungen (definiert als sozialer Status, Wohlstand und erfolgreiche intime Beziehungen).[16]

Bestimmte schizoide Merkmale (wie emotionale Distanziertheit) stellen einen Risikofaktor für Suizidversuche dar.

### Nach ICD
Die ICD-10 führt die SPS unter F60.1 auf. Mindestens vier der folgenden Eigenschaften oder Verhaltensweisen müssen vorliegen:
1. wenn überhaupt, dann bereiten nur wenige Tätigkeiten Freude (Anhedonie);
2. emotionale Kühle, Distanziertheit oder abgeflachte Affektivität;
3. reduzierte Fähigkeit, warme, zärtliche Gefühle oder auch Ärger anderen gegenüber auszudrücken;
4. erscheint gleichgültig gegenüber Lob oder Kritik von anderen;
5. wenig Interesse an sexuellen Erfahrungen mit einem anderen Menschen (unter Berücksichtigung des Alters);
6. fast immer Bevorzugung von Aktivitäten, die allein durchzuführen sind;
7. übermäßige Inanspruchnahme durch Fantasien und Introspektion;
8. hat keine oder wünscht keine engen Freunde oder vertrauensvollen Beziehungen (oder höchstens eine);
9. deutlich mangelndes Gespür für geltende soziale Normen und Konventionen. Wenn sie nicht befolgt werden, geschieht das unabsichtlich.

### Nach DSM
Laut DSM-5 handelt es sich um ein tiefgreifendes Muster, das durch Distanziertheit in sozialen Beziehungen und eine eingeschränkte Bandbreite des Gefühlsausdrucks im zwischenmenschlichen Bereich gekennzeichnet ist. Der Beginn liegt im frühen Erwachsenenalter und das Muster zeigt sich in verschiedenen Situationen. Mindestens vier der folgenden Kriterien müssen erfüllt sein:
1. Hat weder den Wunsch nach engen Beziehungen noch Freude daran, auch nicht, Teil einer Familie zu sein.
2. Wählt fast immer einzelgängerische Unternehmungen.
3. Hat, wenn überhaupt, wenig Interesse an sexuellen Erfahrungen mit einem anderen Menschen.
4. Wenn überhaupt, dann bereiten nur wenige Tätigkeiten Freude (Anhedonie).
5. Hat keine engen Freunde oder Vertraute, außer Verwandten ersten Grades.
6. Erscheint gleichgültig gegenüber Lob und Kritik von Seiten anderer.
7. Zeigt emotionale Kälte, Distanziertheit oder eingeschränkte Affektivität.

Die Symptome dürfen nicht durch eine andere Störung besser erklärt werden können (z. B. Schizophrenie, bipolare Störung oder depressive Störung mit psychotischen Merkmalen, eine andere psychotische Störung oder eine Autismus-Spektrum-Störung).

### Abgrenzung
Ein großes Problem bei der Diagnostik ist die Überlappung mit anderen Persönlichkeitsstörungen oder Erkrankungen und das häufige Auftreten von Komorbiditäten. Manche Symptome können z. B. den bei der Schizophrenia simplex auftretenden Negativsymptomen ähneln (z. B. verarmtes Denken und verflachter Affekt). Bei der schizoiden PS handelt es sich jedoch um ein über lange Zeit gleichbleibendes Muster, während die Schizophrenie einen plötzlichen Verfall bei vorher unauffälligen Menschen darstellt.
Narzisstische Persönlichkeitsstörung
Bei der schizoiden PS können Überlegenheitsgefühle bzw. Allmachtsfantasien, ein hohes Selbstwertgefühl und schroffes Verhalten auftreten. Der wichtigste Unterschied zur narzisstischen PS besteht darin, dass der Selbstwert von Menschen mit reiner schizoider PS weitgehend unabhängig von anderen ist. Schizoide Menschen sind in einem erheblich geringeren Maß auf Akzeptanz und Wertschätzung anderer angewiesen als narzisstische Menschen. Damit einhergehend fehlt die für die narzisstische PS typische narzisstische Wut und die Entwertung anderer zur Steigerung des Selbstwertgefühls. Des Weiteren treten keine überdurchschnittlich starken Neid- und Schamgefühle auf. Besonders typisch ist auch, dass schizoide Personen wenig mit Lob anfangen können, während narzisstische Personen geradezu darauf angewiesen sind.
Ängstlich-Vermeidende Persönlichkeitsstörung
Anders als bei der schizoiden PS ist es bei der ängstlich-vermeidenden Persönlichkeitsstörung (ÄVPS) vor allem die Angst vor Beschämung und dem ablehnenden Werturteil der anderen, die den Betroffenen den Kontakt erschwert. Auch tritt bei Menschen mit ÄVPS häufiger internalisierte Scham, ein geringer Selbstwert und ein stärkeres Bedürfnis nach sozialer Zugehörigkeit auf. Es gibt jedoch auch deutliche Ähnlichkeiten. Deshalb wird teils auch argumentiert, dass die schizoide PS und die ÄVPS unterschiedliche Varianten derselben Störung seien.
Schizotype Störung
Menschen mit schizotyper Störung zeigen in Verhalten, Sprache und Wahrnehmung deutlich stärkere Auffälligkeiten als Schizoide. Dazu gehört etwa magisches und esoterisches Denken, sprachliche Besonderheiten und eine stärkere sichtbare Ambivalenz in der Kontaktaufnahme.
Autismus
Die Unterscheidung einer schizoiden PS von Autismus kann schwierig sein, da Auffälligkeiten in der wechselseitigen sozialen Interaktion ähnlich wirken können. In einer Studie erfüllten beispielsweise bis zu 26 % aller Personen mit Asperger-Syndrom auch die formalen Kriterien für eine schizoide PS. Wesentliches Unterscheidungsmerkmal in der Diagnostik sind die beschränkten, repetitiven Verhaltensweisen und Interessen, welche bei Autismus ab der frühen Kindheit auftreten, nicht jedoch bei einer schizoiden PS. Auch zeigen schizoide Personen keine Schwierigkeiten mit pragmatischen Aspekten der Sprache oder dem grundlegenden Verständnis sozialer Interaktionen.
Alexithymie 
Alexithymie (Gefühlsblindheit) ist ein Persönlichkeitsmerkmal, das bei vielen psychischen Störungen oder anderen Erkrankungen und auch bei gesunden Menschen auftreten kann. Die Merkmale der Alexithymie sollten nicht pauschal als Teil der schizoiden Persönlichkeitsstörung betrachtet werden, auch wenn schizoide Personen alexithym sein können. Ein wichtiger Unterschied zwischen beiden Konzepten besteht darin, dass alexithyme Menschen sich in Beziehungen prinzipiell wohlfühlen und eine starke Anpassungsbereitschaft an andere zeigen. Schizoide Menschen zeichnen sich außerdem oft durch eine starke Fantasietätigkeit und auf das eigene Innenleben bezogenes Denken aus, während für Alexithymie gerade ein Mangel an Fantasie und ein rationaler, nach außen gerichteter Denkstil typisch ist. Schizoide Menschen sind oft in der Lage, ihre Emotionen innerlich zu identifizieren, vermeiden allerdings ihren Ausdruck und betonen stattdessen ihren Intellekt bzw. das kognitive Denken.

### Kritik an der deskriptiven Diagnose
Das Konzept der schizoiden Persönlichkeitsstörung in ICD und DSM wird allgemein als Fortschritt gesehen. Dennoch kritisieren manche, dass es zu inhaltsarm, realitätsfern und zu unabhängig vom sozialen Kontext sei.
Ursprünglich beschrieb Ernst Kretschmer in seiner Konstitutionslehre (1921) einen fließenden Übergang von Gesundheit zu Krankheit: Von den Schizothymen (gesund) – über die Schizoiden (Grenzfall) – bis zu den Schizophrenen (krankhaft). Typisch für den schizoiden Charakter waren laut ihm das „In-sich-hinein-Leben“ und Kontaktschwäche. Anders als heute betonte er aber vor allem das Pendeln zwischen zwei gegensätzlichen Eigenschaftspolen: Einerseits seien Schizoide zwar überempfindlich (hyperästhetisch), d. h. leicht verletzbar und reizbar, empfindsam, launisch, nervös, exzentrisch. Paradoxerweise wären sie aber gleichzeitig auch unempfindlich (anästhetisch), also unterkühlt, Kontakte schroff ablehnend, farblos und gleichgültig. Dabei verstecke sich hinter einer stumpfen, schwer durchdringbaren Verhaltensmaske eine tiefe gemütsmäßige Ansprechbarkeit.
Ab 1980 jedoch wurde die Definition der schizoiden Persönlichkeitsstörung streng auf die unempfindlichen Eigenschaften begrenzt – die überempfindlichen Merkmale dagegen ordnete man der schizotypischen und ängstlich-vermeidenden Persönlichkeitsstörung zu. Dadurch wurde der schizoide Charakter in drei getrennte Persönlichkeitsstörungen unterteilt. Experten bemängeln daran, dass mit dieser künstlichen Trennung gerade das Herzstück der Schizoidie entfernt wurde – die Ambivalenz (innere Zerrissenheit durch sich widersprechende Bestrebungen).
Salman Akhtar und Otto Kernberg zweifeln z. B. am DSM-Kriterium „hat keinen Wunsch nach engen Beziehungen“. Sie werten dies als bloße Oberflächenerscheinung, weil sich dahinter eine hohe emotionale Sensibilität für die Reaktionen anderer verberge. Akhtar fordert daher eine Rückbesinnung auf Kretschmers ganzheitliches Konzept und kritisiert das DSM, weil es die Bedeutung verkenne, die soziale Beziehungen für schizoide Menschen haben. Aber auch die aktuellen Diagnosekriterien bleiben eindimensional und beschränken sich auf eine gleichgültige und desinteressierte Fassade. Nicht berücksichtigt werden darin z. B. zwiespältiges und wechselhaftes Verhalten, die Psychodynamik der daraus entstehenden inneren Konflikte sowie starke Überempfindlichkeit gegenüber Ablehnung und Zuneigung gleichermaßen.
In der ICD-11 werden Persönlichkeitsstörungen nicht mehr nach ihrem spezifischen Störungsbild klassifiziert, womit die schizoide Persönlichkeitsstörung als separate Kategorie nicht mehr auftaucht.

## Akhtars Modell
Salman Akhtar (Psychiater und Psychoanalytiker) war mit den bisherigen Diagnosekriterien und der Konzeption der schizoiden Persönlichkeitsstörung unzufrieden. Daher erarbeitete er als Alternative ein eigenes umfassendes phänomenologisches Profil, das klassische psychoanalytische und aktuelle deskriptive Beobachtungen berücksichtigt.
Sein Modell ist in untenstehender Tabelle zusammengefasst. Die erste Spalte beschreibt sechs psychologische Funktionsbereiche. Jeder Bereich enthält bestimmte Charakterzüge und Verhaltensweisen, die weiter in zwei Gruppen unterteilt sind – in direkt sichtbare und in verborgene Merkmale. Beide Gruppen stellen jedoch keine Subtypen dar und die Bezeichnungen beziehen sich auch nicht auf bewusste oder unbewusste Vorgänge. Stattdessen stehen sie Akhtar zufolge für mehr oder weniger leicht erkennbare, widersprüchlich erscheinende Aspekte, die gleichzeitig innerhalb von einer Person vorhanden sind. Zudem betone „diese Art der Symptomeinteilung die zentrale Bedeutung der Spaltung und Identitätsverwirrung für das Verständnis der schizoiden Persönlichkeit“.
Über Akhtars Profil wird kontrovers diskutiert, da es bisher nicht in systematischen empirischen Studien überprüft wurde. Da es sich um ein allgemeines Modell handelt, trifft naturgemäß nicht jedes Merkmal auf jeden Einzelfall zu.
| Bereich           | Sichtbare Merkmale (overt) | Verdeckte Merkmale (covert) |
| ----------------- | --- | --- |
| Selbstkonzept     | - folgsam und kooperativ - stoisch, erträgt gleichmütig - meidet Wettbewerb und Rivalität - selbstgenügsam, auf keinen angewiesen - nicht durchsetzungsorientiert - hält sich für minderwertigen Außenseiter | - zynisch - unecht, nicht authentisch - entpersönlicht oder depersonalisiert - fühlt sich abwechselnd leer, roboterhaft oder voller rachsüchtiger Allmachtsphantasien - versteckte Grandiositätsgefühle                                              |
| Beziehungen       | - zurückgezogen - abgehoben und unnahbar - wenig enge Freunde - emotional „undurchlässig“ - Gefühle anderer „perlen ab“ - Angst vor Nähe und Intimität                                                       | - sehr sensibel und feinfühlig - tiefe Neugier gegenüber anderen - liebeshungrig - Neid auf ungezwungene Spontanität anderer - starke Sehnsucht nach Kontakt zu anderen - bei ausgesuchten Vertrauten begeisterungsfähig                             |
| Soziale Anpassung | - in Beruf und Freizeit bevorzugt alleine - kaum gesellig, nur in ausgewählten Gruppen - anfällig für Esoterikbewegungen wegen starken Zugehörigkeitsbedürfnisses - eher träge und indifferent               | - keine Klarheit über eigene Ziele - schwache ethnische Verwurzelung - meist in der Lage, beständig zu arbeiten - ziemlich kreativ, könnte besondere und originelle Beiträge leisten - leidenschaftliche Ausdauer bei bestimmten Interessensgebieten |
| Liebe und Sex     | - kaum Interesse an Sex - kein Interesse an Romantik - lehnt sexuellen Klatsch und Frivolitäten ab | - geheime voyeuristische Interessen - Tendenz zu Erotomanie - neigt zu zwanghaften Perversionen |
| Werte und Ideale  | - idiosynkratische moralische und politische Ansichten - Hang zu Spiritualität, Mystik und Parapsychologie                                                                                                   | - moralische Ungleichmäßigkeit - vereinzelt auffallend unmoralisch, anfällig für skurrile Straftaten - später dann aber selbstlos und aufopferungsvoll                                                                                               |
| Art des Denkens   | - geistesabwesend - in Phantasien vertieft - verschwommene und gekünstelte Sprache - Eloquenz wechselt ab mit unklarem Ausdruck                                                                              | - autistischer Denkstil (intensives Reflektieren über eigenes Seelenleben) - schwankt zwischen „Selbstbeschau“ und scharfem Kontakt mit der Außenwelt - selbstzentrierte Benutzung der Sprache                                                       |

## Häufigkeit
Es wird von 0,4 bis 0,9 % Betroffenen in der Bevölkerung ausgegangen. Das heißt, dass die Störung im Vergleich zu anderen Persönlichkeitsstörungen relativ selten ist: Sie macht ca. 3,8 % aller diagnostizierten Persönlichkeitsstörungen aus. Insgesamt findet man schizoide Patienten kaum in Kliniken. In Notunterkünften für Obdachlose dagegen scheinen schizophrenienahe Persönlichkeitsstörungen wie die schizoide Persönlichkeitsstörung sehr verbreitet zu sein. Frauen und Männer sind ungefähr gleich häufig betroffen.

## Subtypen
Viele grundsätzlich schizoide Personen pflegen einen engagierten, interessierten und zugewandten sozialen Umgangsstil und entsprechen damit nicht dem Klischeebild, das von den Diagnosesystemen gezeichnet wird. Daher wird mitunter vorgeschlagen, folgende (auf der Wahrnehmung Betroffener beruhenden) Subtypen zu unterscheiden: den klassischen und alternativ den secret schizoid. Der secret schizoid ist seiner Veranlagung zum Trotz nach außen hin scheinbar durchaus interessiert an zwischenmenschlichen Beziehungen, wodurch die schizoiden Charakterzüge im Umgang weitgehend verdeckt und überspielt werden können. Doch fallen auch bei diesem Subtyp im geselligen Umgang rasch eine emotionale Unzugänglichkeit und teils inadäquate Reaktionen als Wesenskern auf, obwohl formal ein perfekter und sogar eleganter Umgangsstil beherrscht werden kann.
Theodore Millon begrenzte den Ausdruck „schizoid“ auf Persönlichkeitsstörungen mit der mangelnden Fähigkeit dazu, soziale Beziehungen anzuknüpfen. Er beschrieb vier Prototypen der SPS, die jedoch in der Realität selten pur vorkommen:
| Träger Subtyp (mit depressiven Zügen)                    | Phlegmatisches, lethargisches Temperament; zu geringes Aktivierungsniveau; antriebslos, müde, bleiern, matt und schlapp. Kaum vital oder energetisch, verlangsamt; emotional aber nicht leer. Hat oft wenig Interessen; bevorzugt einfache, repetitive und abhängige Lebensweise.                                                  |
| Entrückter Subtyp (mit vermeidend-schizotypischen Zügen) | Distanziert und entfernt; unerreichbar, einsam, abgeschieden, obdachlos, abgeschnitten, treibt ziellos umher am sozialen Rand, oft beschäftigt in Jobs mit geringem Einkommen und Status. In schweren Fällen schizotypische Merkmale, beobachtbar unter chronisch institutionalisierten Patienten und in Resozialisierungszentren. |
| Entpersönlichter Subtyp (mit schizotypen Zügen)          | Losgelöst von sich und den anderen; das Selbst wird zum körperlosen oder fernen Objekt; Körper und Geist sind voneinander entkoppelt, getrennt. Betrachtet sich selbst von außen. Zerstreut, oft ins Leere starrend, unaufmerksam.                                                                                                 |
| Affektloser Subtyp (mit zwanghaften Zügen)               | Leidenschaftslos, unempfänglich, reaktionslos, teilnahmslos, kühl, gleichgültig, ungerührt, temperamentlos, glanzlos, unerregbar, gelassen, kühl; alle Gefühle vermindert. Kombiniert schizoide Apathie mit der emotionalen Eingeengtheit der zwanghaften PS.                                                                      |

Laut ihm zeichnet sich der kognitive Stil schizoider Personen durch ein „fehlerhaftes Überprüfen bei der Wahrnehmung“ aus. Er vermutete, dass dadurch Schwierigkeiten entständen, Emotionen bei sich selbst und anderen detailliert zu registrieren. Anzeichen für Gefühlsregungen würden von ihnen also nicht wahrgenommen, was zu mangelnder emotionaler Ansprechbarkeit führe. Millon kritisierte auch, dass die Diagnose der schizoiden PS rein negativ definiert ist, d. h., es wird dort nur angegeben, welche Merkmale fehlen – aber nicht, welche vorhanden sind. Das ließe die SPS wie eine „Persönlichkeitsstörung ohne Persönlichkeit“ bzw. als „Defizit-Syndrom“ oder „Vakuum“ erscheinen und erschwere ihre Erforschung sehr. Seiner Meinung nach sind die schizoide und die histrionische Persönlichkeitsstörung in vielerlei Hinsicht das genaue Gegenteil voneinander.

## Ursachen
Ursprünglich gingen Kretschmer und Bleuler von erblichen Ursachen aus, während Psychoanalytiker eine gestörte Mutter-Kind-Beziehung für die Entstehung einer SPS verantwortlich machten. Heute vermuten Psychologen eine multifaktorielle Verursachung: Demnach entstehe eine schizoide Persönlichkeitsstruktur, wenn eine angeborene hochgradige Sensibilität und Irritierbarkeit kombiniert würden mit Formen starker emotionaler Vernachlässigung, brüsker mütterlicher Fürsorge oder chaotischen sozialen Verhältnissen. In vielen Fällen weist ein Elternteil psychische Störungen auf oder konnte sein Kind nicht verstehen. Dem Säugling und Kleinkind fehlt ausreichender Schutz zum Ausbilden der ersten selbstständigen Kontakte mit der nächsten Umgebung – solche Versuche wurden entweder gar nicht beantwortet und konnten sich nicht weiterentwickeln, oder es wurde so stark auf sie reagiert, dass nicht die Freude an der Antwort, sondern die Beängstigung durch sie als bleibende Erfahrung im Gedächtnis bleibt. Bisher liegen dazu allerdings noch keine belastbaren empirischen Untersuchungen vor.
Zwillingsstudien schätzen die Erblichkeit der SPS auf etwa 55–59 %, sodass auch eine genetische Veranlagung mit ursächlich sein könnte. Im Gegensatz zur schizotypischen PS konnte jedoch bis heute kein klarer Nachweis für eine Beziehung zur Schizophrenie erbracht werden. Andere Beobachtungen legen ebenfalls nahe, dass biologische Faktoren an der Entwicklung einer SPS beteiligt sind. So wurde etwa ein Zusammenhang mit reduziertem Körpergewicht beobachtet sowie Frühgeburtlichkeit und pränatale Mangelernährung als Risikofaktoren identifiziert. Auch nach einer Kopfverletzung entwickeln sich oft plötzlich schizoide Verhaltensweisen (z. B. starkes Einzelgängertum).

## Verlauf
Nach vorherrschender Auffassung nimmt diese Persönlichkeitsstörung in der frühen Kindheit oder Jugend ihren Ausgang. Erste Anzeichen dafür können einzelgängerisches, einsames Verhalten und geringe Schulleistungen trotz gutem Potenzial sein. Dieses Anderssein kann zu Hänseleien und schlechten Beziehungen zu Gleichaltrigen beitragen. Aufgrund mangelnder sozialer Fertigkeiten und dem fehlenden Wunsch nach sexuellen Erfahrungen haben Menschen mit SPS manchmal nur wenige Freundschaften und heiraten selten. Schizoide Patienten sind daher oft kinderlos und leben eher allein oder noch bei den Eltern.
Über den Verlauf ist sonst nur wenig bekannt, da diese Persönlichkeitsstörung in den letzten Jahrzehnten kaum mehr beforscht wurde. Weiterhin ist vermutlich die Bereitschaft oft zu gering, sich im Rahmen wissenschaftlicher Studien untersuchen und behandeln zu lassen.
Allgemein lässt sich sagen, dass bei Persönlichkeitsstörungen nicht erwartet wird, dass sich diese ohne Behandlung im Laufe der Zeit verbessern, weil es sich bei ihnen um überdauernde, lange vorhandene Verhaltensmuster handelt. Unter günstigen Bedingungen jedoch, etwa wenn im Rahmen einer Therapie Vertrauen gefasst werden kann, können sich die schizoiden Züge unter Umständen mildern, sodass Plastizität und damit eine gewisse Veränderung eintritt.

## Behandlung

### Psychotherapie
Die Behandlung erfolgt durch Psychotherapie, wobei es Personen mit schizoider Persönlichkeitsstörung häufig schwerfällt, eine engere Beziehung zu dem Therapeuten einzugehen. Rainer Sachse rät daher zu Geduld und warnt davor, den schizoiden Patienten in der Therapie „emotionalisieren“ zu wollen. Es kommen sowohl verhaltenstherapeutische Veränderungsstrategien als auch psychodynamische Verfahren zum Einsatz.